# Sant Llorenç Savall
Sant Llorenç Savall (em catalão e oficialmente) ou San Lorenzo Savall (em castelhano) é um município da Espanha na comarca de Vallès Occidental, província de Barcelona, comunidade autónoma da Catalunha. Tem 41,19 km² de área e em 2021 tinha 2 514 habitantes (densidade: 61 hab./km²).

## Demografia
| Variação demográfica do município entre 1991 e 2004[carece de fontes?] | Variação demográfica do município entre 1991 e 2004[carece de fontes?] | Variação demográfica do município entre 1991 e 2004[carece de fontes?] | Variação demográfica do município entre 1991 e 2004[carece de fontes?] |
| ---------------------------------------------------------------------- | ---------------------------------------------------------------------- | ---------------------------------------------------------------------- | ---------------------------------------------------------------------- |
| 1991                                                                   | 1996                                                                   | 2001                                                                   | 2004                                                                   |
| 1956                                                                   | 2037                                                                   | 2061                                                                   | 2210                                                                   |